# Kaschtak

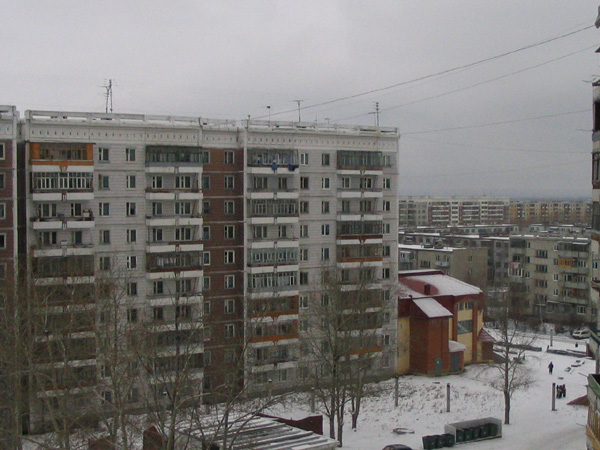
Wohnhäuser in Kaschtak

Kaschtak (russisch Каштак, turksprachlich für winterlicher Berg) ist ein Hügel und ein historischer Stadtteil der sibirischen Großstadt Tomsk in Russland.
Das nicht fest umrissene Gebiet nördlich des Stadtzentrums gehört heute größtenteils zum Leninski rajon, einem der vier Stadtbezirke, zu einem geringen Teil zum östlich anschließenden Oktjabrski rajon. Ab den 1970er-Jahren entstanden dort unter anderem die vier Plattenbausiedlungen (russisch auch „Mikrorajons“) Kaschtak-1 bis Kaschtak-4. Heute leben dort etwa 50.000 Menschen, knapp ein Zehntel der Einwohner der Stadt.
In Kaschtak befinden sich mit Butowo oder Kommunarka bei Moskau vergleichbare Massengräber, in denen die Leichen von 15.000 bis 40.000 Opfern der stalinschen Repressionen vermutet werden. Im Herbst 1937 wurden in Tomsk beispielsweise der Schriftsteller Nikolai Kljujew, der Philosoph Gustav Speth und mehrere Bischöfe der Russisch-Orthodoxen Kirche erschossen. Dem Historiker Boris Trenin wurde unter Wladimir Putin die Erforschung der Geheimarchive zu Kaschtak verboten.